# Pronephrium salicifolium
Pronephrium salicifolium är en kärrbräkenväxtart som först beskrevs av Nathaniel Wallich och William Jackson Hooker, och fick sitt nu gällande namn av Holtt. Pronephrium salicifolium ingår i släktet Pronephrium och familjen Thelypteridaceae. Inga underarter finns listade.